# L'Inconnu dans la maison
Pour les articles homonymes, voir Les Inconnus dans la maison.
Pour plus de détails, voir Fiche technique et Distribution.
L'Inconnu dans la maison est un film de procès français réalisé par Georges Lautner, sorti en 1992.
C'est une libre adaptation du roman Les Inconnus dans la maison de Georges Simenon, qui a déjà connu une première version cinquante ans auparavant par Henri Decoin.
Le film marque le retour de Jean-Paul Belmondo au cinéma après quatre ans passés exclusivement sur les planches, mais aussi la cinquième et dernière collaboration entre le réalisateur et  Belmondo, après Flic ou Voyou, Le Guignolo, Le Professionnel et Joyeuses Pâques. 

## Synopsis
Me Jacques Emile Marie Loursat est un très brillant avocat qui a sombré dans l'alcoolisme à la suite du suicide de sa femme. Sa fille Isabelle, qui le rend responsable du décès de sa mère, ne lui parle plus depuis 10 ans.
Une nuit, alors qu'il rentre ivre d'une maison close, Loursat entend un coup de feu à l'intérieur de sa demeure. Il découvre peu après un jeune homme agonisant au second étage : Joël Cloarec. Très vite, les soupçons de la police se tournent vers Antoine Manu, ami d'Isabelle, qui se retrouve inculpé, puis renvoyé devant les assises. Loursat entreprend de le défendre...

## Fiche technique
- Titre : L'Inconnu dans la maison
- Réalisation : Georges Lautner
- Assistant réalisateur : Gilles Bannier
- Adaptation : Georges Lautner, Bernard Stora, Jean Lartéguy adapté du roman de Georges Simenon
- Dialogues : Bernard Stora
- Musique : Francis Lai
- Photographie : Jean-Yves Le Mener
- Production : Alain Sarde pour Annabel productions
- Pays de production :  France
- Format :1,66:1
- Genre : policier
- Durée : 100 minutes
- Date de sortie : 28 octobre 1992
- Affiche : Michel Landi (France)

## Distribution
- Jean-Paul Belmondo : Maître Jacques Émile Marie Loursat
- Renée Faure : Fine, la gouvernante
- Cristiana Reali : Isabelle Loursat
- Sébastien Tavel : Antoine Manu
- François Perrot : Le commissaire Binet
- Geneviève Page : La sœur de Loursat
- Jean-Louis Richard : Le Procureur général
- Guy Tréjan : Le bâtonnier
- Georges Géret : Ange Brunetti, le patron de l'Amadeus
- Hubert Deschamps : Beaupoil
- Pierre Vernier : le président de la Cour d'assises
- Mario David : Le père de Pascal Abecassis
- Sandrine Kiberlain : Marie Maitray
- Odette Laure : La patronne
- Olivier Belmont : Thomas Daillet
- Yan Duffas : Pascal Abecassis
- Benoît Lepecq : Arnaud Dossin
- Gaston Vacchia : Le procureur et beau-frère de Loursat
- Mario Pecqueur : Le juge d'instruction
- Olivier Proust : Le docteur Maitray
- Marika Passy : La greffière à la Cour
- Muriel Belmondo : Madame Rogissart
- Henri Attal : Un des policiers au tribunal
- Isabelle Akia : Mylène
- Catherine Loiseau : Greffière du juge d'instruction
- Stéphane Henon : Le vendeur de disques
- Nicolas Buffet : Joël Cloarec
- Tony Joudrier : Serveur à l'Amadeus
- Marcel Portier : Le patron du bistrot
- Maurice Auzel : Un client du bistrot
- Georges Benoît : L'inspecteur
- Robert Hossein : Le narrateur (voix off)

## Commentaires
Le roman de Georges Simenon a été adapté une première fois en 1942 par Henri Decoin, d'après un scénario de Henri-Georges Clouzot. Dans ce film, intitulé Les Inconnus dans la maison, le rôle de l'avocat est tenu par Raimu.

## Sortie et accueil
Sorti fin octobre 1992 dans les salles françaises, L'Inconnu dans la maison démarre à la sixième place du box-office avec 154 518 entrées lors de sa première semaine, dont 63 193 entrées sur Paris, où il est distribué dans 39 salles. Le film peine à se maintenir après sa deuxième semaine et quitte le top 30 hebdomadaire début décembre 1992 avec un cumul s'approchant des 398 000 entrées.

## Anecdotes
- On peut lire très brièvement le nom d'une maison de vins de Beaune sur la collerette d'une bouteille que Jean-Paul Belmondo débouche en début de film.
- Il s'agit de la dernière réalisation au cinéma de Georges Lautner.